# Peter Biehl
Peter Biehl (* 9. März 1931 in Hamburg; † 2. April 2006) war ein evangelischer Theologe.
Er studierte Evangelische Theologie in Bethel, Tübingen, Zürich, Basel, Göttingen und Marburg. 1960 heiratet er Eva-Maria von Ungern-Sternberg. Von 1956 bis 1969 arbeitete Biehl als persönlicher Assistent von Rudolf Bultmann und zudem von 1961 bis 1969 als Dozent am Religionspädagogischen Institut Loccum. 1969 wurde er schließlich an die Pädagogische Hochschule Göttingen berufen und war dort bis 1996 als Professor für Evangelische Religionspädagogik tätig.

## Schriften (Auswahl)
- Kirchengeschichte im Religionsunterricht – Vier Thesen. In: Klaus Wegenast, Heinz Grosch (Hrsg.): Religionsunterricht unterwegs. Hamburg 1970, S. 61ff.
- Peter Biehl, Georg Baudler: Erfahrung, Symbol, Glaube – Grundfragen des Religionsunterrichts. Frankfurt/Main, Haag und Herchen 1980.
- Symbole geben zu lernen. Neukirchen-Vluyn, Neukirchener Verlag.
  - Bd. 1: Einführung in die Symboldidaktik anhand der Symbole Hand, Haus und Weg. 1989 (3. Aufl. 2002).
  - Bd. 2: 2. Zum Beispiel: Brot, Wasser und Kreuz – Beiträge zur Symbol- und Sakramentendidaktik, 1993.
- Erfahrung – Glaube – Bildung – Studien zu einer erfahrungsbezogenen Religionspädagogik, Gütersloh 1991.
- Festsymbole – zum Beispiel: Ostern. Kreative Wahrnehmung als Ort der Symboldidaktik. Neukirchen-Vluyn 1999.
- Peter Biehl, Friedrich Johannsen: Einführung in die Glaubenslehre – ein religionspädagogisches Arbeitsbuch. Neukirchen-Vluyn 2002.
- Peter Biehl, Friedrich Johannsen: Einführung in die Ethik. Ein religionspädagogisches Arbeitsbuch. Neukirchen-Vluyn 2003.
- Peter Biehl, Karl Ernst Nipkow: Bildung und Bildungspolitik in theologischer Perspektive. Münster 2003.
- Peter Biehl, Petra Schulz: Autobiographische Miniaturen. Ein Beitrag zur kommunikativen Religionspädagogik. Lebenswege – Denkwege – Leidenswege. Arbeiten zur Historischen Religionspädagogik (AHRp), Bd. 5, 2006.